# Біле Ікло (фільм, 1936)
«Біле Ікло» (англ. White Fang) — американська пригодницька драма режисера Девіда Батлера 1936 року.

## Сюжет
Розповідь Джека Лондона про жінку і слабкого брата, який успадковує землю. Коли брат наклав на себе руки, керівництво звинувачується у вбивстві.

## У ролях
- Майкл Вейлен — Гордон Відон Скотт
- Джин М'юїр — Сільвія Берджесс
- Слім Саммервілл — Слатс Магі
- Чарльз Віннінгер — Док МакФейн
- Джейн Дарвелл — Мод Магоні
- Джон Керредін — Красунчик Сміт
- Томас Бек — Гел Берджесс
- Джозеф Геррік — Кобі
- Джордж Ду Кант — француз